# Cruiser Tank A34 Comet
Der Cruiser Tank A34 Comet war ein Panzerkampfwagen der Cruiser-Tank-Klasse der Zeit des Zweiten Weltkrieges aus britischer Produktion.

## Beschreibung
Der Comet basierte auf den Erfahrungen des Wüstenkrieges 1941/42. Er stellte ursprünglich eine Weiterentwicklung des Cruiser Tank Cromwell dar. Jedoch hatte der erste Prototyp des Comet bei einer Vorstellung im Februar 1944 nur noch 40 % aller Teile mit dem Cromwell gemein. Besonders auffällige Änderungen waren die stärkere Kanone und das verstärkte Stützrollenlaufwerk. Der Comet besaß eine verkürzte Version des 17-Pfünders, genannt OQF 77 mm Mk II. Das tatsächliche Kaliber lag jedoch bei 7,62 cm. Die OQF war geringfügig schwächer als das Ursprungsmodell, allerdings war bei der kürzeren OQF eine Vergrößerung der Wanne nicht nötig.
Durch die Verwendung des schon im Cromwell eingebauten Rolls-Royce Meteor Mk III 12-Zylinder-Ottomotors war der Comet sehr dynamisch. Mit einer Höchstgeschwindigkeit von 50 km/h auf der Straße bei einem Gefechtsgewicht von fast 36 t gehörte der Comet zu den schnellsten Cruiser Tanks der britischen Armee.
Erst im September 1944 begann die Serienproduktion, dennoch wurden bis zum Kriegsende noch rund 1200 Exemplare von Leyland Motors gebaut.
Der Comet galt als einer der besten britischen Mehrzweckpanzer. Da er der Truppe erst sehr spät zur Verfügung gestellt wurde, kam er während des Zweiten Weltkriegs in Europa nur noch vereinzelt zum Einsatz. Auch im Koreakrieg wurde der Comet eingesetzt. In der britischen Armee wurde der Comet 1958 vom moderneren Centurion abgelöst. In anderen Streitkräften diente der Panzer teilweise bis in die 1980er-Jahre.